# Pro Evolution Soccer
Pro Evolution Soccer (conegut al Japó i altres països com a Winning Eleven) és una saga de videojocs de futbol, produït per la companyia japonesa Konami, existint versions per a diversos sistemes.
Konami també va produir altra sèrie de futbol, anterior i per temps contemporània a Pro Evolution Soccer, anomenada International Super Star Soccer, programat per altre equip desenvolupador anomenat Mayor A, i amb un matís de joc diferent, allunyant-se de la simulació que caracteritza a la sèrie PES/Winning Eleven, a més, comptava amb altres maneres de joc, per exemple la manera "Scenario", on es poden reviure moments cims en la història del futbol, donant al jugador la possibilitat de revertir el succés.

## Història i desenvolupament
En les seves primeres edicions, Pro Evolution Soccer va ser un simulador molt potent i lleugerament superior en qualitat i jugabilitat respecte als seus competidors més directes, malgrat la seva superioritat el joc no conseguia superioritat sobre la competència donada la seva falta de llicències, al principi la gran majoria dels jugadors coneguts eren adoptats amb noms diferents dels reals i era incòmode jugar amb jugadors com "Naldorinho"(Ronaldinho), "Roberto Larcos"(R. Carlos) o "Batutista"(Batistuta). A mesura que el joc va ser adquirint llicències de lligues i jugadors va ser prenent popularitat, a part que el motor gràfic es desenvolupava d'una manera molt més ràpida a la de la competència.
Cal destacar també la creació ja des del seu primer lliurament d'una nova manera de joc anomenat "Lliga Màster"(Master League), que va ser revolucionari i que va agradar molt a gran part del públic. Aquesta manera de joc ha anat evolucionant al llarg dels anys però bàsicament es basa a agafar un equip format per jugadors de baixa qualitat de 2a divisió, i mitjançant negociacions amb altres equip aconseguir formar un equip propi i aconseguir victòries que et duguin a arribar a la conquesta del Campionat WEFA(Winning Eleven Football Association), que vindria a ser la rèplica de la copa d'Europa. Va ser tant revolucionari a tenir aquesta manera de joc que la competència es va apressar a crear similars.
Pro Evolution Soccer és un joc al que poden jugar un màxim de 8 jugadors i, en les edicions més recents, es pot triar entre una ampla gamma d'equips de diferents lligues i nacions dels 5 continents.

## Saga

### Pro Evolution Soccer
- Llançament: 23 de novembre de 2001.
- Plataforma: PlayStation i PlayStation 2.
- Descripció: PES (Winning Eleven 5 en la seua versió japonesa) fou el nombre que va rebre, a Europa i EUA, la continuació del simulador de futbol que marcà una època, International Superstar Soccer. Les millores es limitaren purament a la part tècnica, conservant els mateixos modes de joc i un maneig exactament igual a les seves protoseqüeles. S'hi ha d'afegir una absència total de llicències, tant de clubs com de jugadors, així i tot, es convertí en el millor simulador de l'any.

### Pro Evolution Soccer 2
- Llançament: 18 d'octubre de 2002.
- Plataforma: PlayStation 2.
- Descripció: PES2 (Winning Eleven 6 en la seua versió japonesa) és el segon títol de la saga, amb pocs canvis respecte a la versió anterior, una rentada de cara i poc més, és criticat per les seues carències a la conversió al format PAL, carències que no li impediran convertir-se en el rei del futbol digital, tant per qualitat gràfica com per la seva ja llegendària jugabilitat i profunditat de joc.

### Pro Evolution Soccer 3
- Llançament: 29 d'octubre de 2003.
- Plataforma: PlayStation 2 i PC.
- Descripció: PES3 (Winning Eleven 7 en la seva versió japonesa) suposa tota una revolució, ja que inclou un nou motor gràfic que aconsegueix grans millores en la física del baló, així com en les animacions i en el joc. S'han actualitzat curosament cadascuna de les característiques del joc, des dels de menú fins als nous modes, on s'inclou la manera Shop amb el qual, després de canviar punts (obtinguts guanyant competicions i jugant partits), podràs aconseguir nous estadis, estils de roba, equips, jugadors, etc. PES3 va ser el primer títol de la saga a incloure la llicència "FIFPro" amb el nom original de la majoria dels jugadors.

### Pro Evolution Soccer 4
- Llançament: 15 d'octubre de 2004.
- Plataforma: Playstation 2, PC i Xbox.
- Descripció: PES4 (Winning Eleven 8 en la seva versió japonesa) inclou les llicències de clubs de tres lligues europees, el que inclou jugadors, samarretes, escuts i patrocinadors reals de la Lliga espanyola, italiana i holandesa. No estan totes, però es perden de vista noms d'equips com Catalonia (FC Barcelona), Chamartín (Reial Madrid) o Taronja (València CF) que s'incloïen en PES3.

### Pro Evolution Soccer 5
- Llançament: 20 d'octubre de 2005.
- Plataforma: Playstation 2, PC, Xbox i PSP.
- Descripció: PES5 (Winning Eleven 9 en la seva versió japonesa) aconsegueix una fidel reproducció de tots els elements del futbol. Són incloses noves posicions com la del lateral o el segon punta, amb els seus moviments específics i nous moviments com l'elàstica. També s'ha afegit la condició Neu en la qual podràs fins i tot veure la respiració dels jugadors. Una Lliga Màster millorada, amb la progressió dels jugadors al llarg de les seves carreres i una nova manera d'entrenament específic. Però sens dubte l'aspecte més cridaner és la inclusió de joc on-line.

### Pro Evolution Soccer 6
- Llançament: 26 d'octubre de 2006.
- Plataforma: Playstation 2, PC, Xbox 360, PSP i Nintendo DS.
- Descripció: PES6 (Winning Eleven 10 en la seva versió japonesa) presenta una jugabilitat sense igual, realisme increïble i la intel·ligència artificial millorada. Gran varietat de clubs amb llicència i, per primera vegada, equips nacionals com Espanya, Argentina, Austràlia, Holanda o Suïssa. Noves maneres de joc com Desafiament Internacional o Partit Aleatori, que incrementen les opcions del joc més aclamat a Europa. La manera on-line està summament perfeccionat, després de la seva primera aparició en PES5, on els jugadors poden competir contra aficionats de tot el món. Cal destacar també la facilitat d'edició de jugadors i equips. Posseeix un bon editor de fisonomies i samarretes (aquest últim un poc més estructurat), però així i tot ha aconseguit mantenir-se al capdavant en la qualitat de simuladors digitals de futbol. El fet de l'edició és summament destacable, ja que al no posseir diverses llicències cada usuari poden "personalitzar" el seu Pro Evolution Soccer. Aquest nivell d'edició es ve mantenint des de Pro Evolution Soccer 5 (o Winning Eleven 9).

### Pro Evolution Soccer 2008
- Llançament: A Europa: 25 d'octubre del 2007.
- Plataforma: Playstation 3, Playstation 2, PC, Xbox 360, PSP, Wii i Nintendo DS.
- Descripció: Es tracta del pròxim títol de PES en el qual es fa el pas cap a la nova generació de consoles amb una millora molt notable respecte a les anteriors sèries d'aquesta saga, com ja s'ha mostrat en alguns tràilers, imatges i el que s'ha revelat per part dels creadors. S'ha millorat el rendiment gràfic i s'han confirmat noves llicències de molts més països. Com s'ha mostrat la manera editar seria molt avançat per a les consoles de nova generació (PS3 i X360). Konami ha confirmat que es podrà posar la foto de l'usuari en la cara del jugador. Existeix una versió demo on es pot fer ús de les noves característiques, com les banques, noves maneres de joc, edició millorada, entre altres coses.

### Pro Evolution Soccer 2009
- Principal: Lionel Messi
- Llançament: Octubre de 2008.
- Plataforma: Playstation 2, Playstation 3, PC, Xbox 360, Nintendo Wii i PSP
- Descripció: PES 2009 és el penúltim títol de la saga. Inclou dos nous modes de jocs: "Ser una llegenda", on s'ha de crear un jugador i anar jugant partits de tota la seva carrera fins que es retira del futbol, i "UEFA Champions League", on el jugador s'enfronta a l'elit del futbol europeu.

### Pro Evolution Soccer 2010
- Fitxer: Lionel Messi i Fernando Torres
- Productor en cap: Dante Moller
- Llançament: 22 d'octubre de 2009.
- Plataforma: Playstation 2, Playstation 3, PC, Xbox 360, Nintendo Wii i PSP.
- Descripció: PES 2010 és l'últim títol fins al moent de la saga. Respecte als canvis i millores en el sistema de joc, Konami va aplicar una sèrie de modificacions per millorar la jugabilitat, la sensació de realisme, per millorar respecte a l'entrega anterior.[1][2]

### Pro Evolution Soccer 2011
- Fitxer: Lionel Messi
- Plataforma: Xbox 360, PC, Wii, PSP, Nintendo DS, Play Station 3, Play Station 2.
- Descripció: Pro Evolution Soccer 2011 és un joc que pertany a Konami, com tots els PES antics. Aquest és un joc que és més real i amb gràfics més bons. Ara, en el PES 2011 existeix el regat combinat és a dir, per exemple; "rebote interior+ruleta+alzar el balón con el talón+alzar el balón", tot això es pot fer donant-li només a dos botons. També és millor que els altres perquè en el mode en línia els tornejos comencen a les 16.00. També és millor perquè ara hi ha fins a la divisó 5.

### Pro Evolution Soccer 2012
- Fitxer: Cristiano Ronaldo i Neymar
- Llançament: Setembre de 2011
- Plataforma: Playstation 2, Playstation 3, Xbox 360, PC, Wii, PSP, 3DS, iOS
- Descripció: Pro Evolution Soccer 2012 és un joc de futbol llançat en 2011 per Konami. Inclou les competicions de la UEFA Champions League i Copa Libertadores de America. Una lliga màster renovat i un nuevo modo llamado "myPES.

### Pro Evolution Soccer 2013
- Fitxer: Cristiano Ronaldo (Global) i Neymar (Llatinoamericana)
- Llançament: 20 de setembre de 2012
- Plataforma: Playstation 2, Playstation 3, Xbox 360, PC, Wii, PSP, 3DS, iOS.
- Descripció: Pro Evolution Soccer 2013 és un joc de futbol llançat en 2012 per Konami. És considerat per molts fans el millor joc de la sèrie. Introduït en el joc el Player ID on els jugadors com Messi, Cristiano Ronaldo i Zlatan Ibrahimovic tenen els seus estils de joc. A més inclou acord amb la Lliga de tenir 20 estadis en el joc, principalment el Camp Nou i Cornella-El Prat.

### Pro Evolution Soccer 2014
- Imatge: Santos FC vs Bayern Munchen
- Llançament: 19 de setembre de 2013
- Plataforma: Playstation 3, Playstation 2, PSP, Xbox 360, PC
- Descripció: PES 2014 Va ser llançat en 2013 per Konami. En aquest joc es va incloure el nou motor gràfic anomenat Fox Engine, incloent més realisme en els jugadors i animacions. També es va incloure en l'AFC Champions League.

### Pro Evolution Soccer 2015
- Imatge: Mario Götze
- Llançament: 11 de novembre de 2014
- Plataforma: Playstation 4, Playstation 3, PC, Xbox One, Xbox 360
- Descripció: Pro Evolution Soccer 2015 és un joc de futbol llançat en 2014 per Konami. Aquesta sèrie inclou la forma en línia MyClub. Per primera vegada en la saga, la segona divisió de les lligues estan en el joc.

### Pro Evolution Soccer 2016
- Fitxer: Neymar (Global) i Alvaro Morata (Européa)
- Llançament: 15 de Septembre de 2015
- Plataforma: Playstation 4, Playstation 3, PC, Steam, Xbox One, Xbox 360
- Descripció: Pro Evolution Soccer 2016 Va ser llançat en 2015 per Konami. En el joc que teníem bones millores en el motor gràfic Fox Engine, cares dels jugadors ben detallats com Neymar, Gareth Bale i Morata. Aquest joc porta la renovació de llicències de competicions de la UEFA, inclou com a novetat la llicència de la UEFA EURO 2016 i renovació de forma MyClub amb els contractes a través de torniquets.

### Pro Evolution Soccer 2017
- Fitxer: Fútbol Club Barcelona
- Llançament: 15 de Septembre de 2016
- Plataforma: Playstation 4, Playstation 3, PC, Xbox One, Xbox 360.
- Descripció: Pro Evolution Soccer 2017 és el vintè primer joc de la saga WE/PES. Inclou més evolucionada jugabilitat, passis més precisos i variats, els porters més àgils i el maneig de la pilota. Un acord exclusiu entre Konami i FC Barcelona permet el retorn del Camp Nou en el joc, scans dels jugadors i llegends.